# 今日比賽
今日比賽或今日賽事（英語：Match of the Day）是英國BBC的一個體育電視節目。現在「今日比賽」於每年球季期間的禮拜六晚間在BBC One播出（節目開始初期曾在BBC Two播出）。節目的主要內容是英格蘭足球超級聯賽的賽事集錦。「今日比賽」是BBC最長壽的節目之一，自1964年8月22日就開始播出。「今日比賽」現在被金氏世界紀錄列為世界最長壽的體育節目。節目在曼徹斯特的英國媒體城製作播出。自1999年開始，前英格蘭國家足球隊隊長加里·萊因克爾擔任「今日比賽」的主持人。除了萊因克爾之外，節目還會邀請多位嘉賓解說討論。

## 外部連結
- 在BBC Programmes了解《今日比賽》（英文）

- Behind the scenes with the Match of the Day commentary team （页面存档备份，存于）
- 互联网电影数据库（IMDb）上《Match of the Day》的资料（英文）